# Pedro II de Borbón-La Marche
Pedro de Borbón-La Marche (1342-Lyon, abril de 1362), fue un noble y príncipe de sangre francés.

## Vida
Era hijo primogénito de Jaime I de Borbón-La Marche y de Juana de Chatillon.
Su padre lo nombró caballero poco antes de la Batalla de Brignais, en la que lucharon tanto padre como hijo. Ambos fueron heridos de muerte durante la batalla, pero fueron llevados por sus soldados a Lyon. Pedro lo sucedió como Pedro II de La Marche, pero no le sobrevivió por mucho tiempo y fue sucedido por su hermano Juan I de La Marche.